# Élection présidentielle américaine de 1860
 (juin 2020).
Si vous disposez d'ouvrages ou d'articles de référence ou si vous connaissez des sites web de qualité traitant du thème abordé ici, merci de compléter l'article en donnant les références utiles à sa vérifiabilité et en les liant à la section « Notes et références ».
L'élection présidentielle américaine de 1860 fut marquée par l'élection du premier président républicain de l'Histoire des États-Unis, Abraham Lincoln, qui fut à l'origine de l'abolition de l'esclavage dans ce pays.
Elle fut aussi le point de départ de la guerre de Sécession, qui opposa, de 1861 à 1865, les États-Unis d'Amérique aux États confédérés d'Amérique, formés par onze États esclavagistes ne reconnaissant plus l'État fédéral et ayant décidé de quitter les États-Unis.

## Désignation des grands électeurs
Les trente-trois États de l'Union participèrent à la désignation des grands électeurs, soit deux États de plus que lors de l'élection précédente, du fait de l'adhésion de l'Oregon et du Minnesota. Seule la Caroline du Sud choisit encore de faire désigner ses électeurs par la législature de l'État, tous les autres ayant recours au vote direct des citoyens.
303 grands électeurs furent ainsi désignés et participèrent à l'élection.

## Investiture des candidats

### Parti démocrate
La convention nationale du Parti démocrate se réunit du 23 avril au 3 mai à Charleston. Outre les divisions importantes sur le programme, et notamment sur la question de l'esclavage, le parti comptait sept candidats à l'investiture : l'ancien sénateur de New York Daniel S. Dickinson (en), le sénateur de l'Illinois Stephen A. Douglas, l'ancien secrétaire au Trésor des États-Unis James Guthrie, le sénateur de Virginie Robert M. T. Hunter, le sénateur du Tennessee Andrew Johnson, le sénateur de l'Oregon Joseph Lane, et l'ancien gouverneur de New York Horatio Seymour.
La convention se divisa très fortement sur la question de l'esclavage. L'adoption d'une motion anti-esclavagiste par 165 voix contre 138 provoqua le départ d'une cinquantaine de délégués des États du Sud et radicalisa les oppositions entre Nord et Sud.
La désignation du candidat, qui nécessitait les deux tiers des voix, se révéla donc bien compliquée. Douglas fut rapidement en tête, mais sa position modérée, favorable à laisser la liberté aux États, sans se prononcer explicitement sur l'esclavage, lui aliéna des voix sudistes.
Après 57 tours de scrutin, il lui manquait encore trop de voix pour atteindre l'investiture. Épuisés, les délégués décidèrent le 3 mai d'ajourner la convention et de se retrouver plus tard.
La convention se réunit donc de nouveau à Baltimore le 18 juin, deux jours après la fin de la convention républicaine. Un nouveau débat sur l'esclavage porta un coup définitif à cette convention. À la suite de l'échec d'une motion pro-esclavagiste, 110 délégués du Sud quittèrent définitivement la convention.
Les délégués restant désignèrent Stephen A. Douglas comme candidat à la présidence, puis Herschel Vespasian Johnson, ancien gouverneur de Géorgie, pour la vice-présidence.
Les délégués du Sud se réunirent à Baltimore le 28 juin. Ils désignèrent leur propre candidat, le vice-président sortant John Cabell Breckinridge, avec Joseph Lane, sénateur de l'Oregon, comme colistier.

### Parti républicain
La convention nationale républicaine se réunit à la mi-mai à Chicago. La crise du Parti démocrate, qui était déjà bien connue, augmenta le nombre de candidats à l'investiture du Parti républicain.
Le mieux placé au départ était le sénateur de New York William Henry Seward, mais d'autres candidats semblaient avoir leurs chances. Le plus sérieux était Abraham Lincoln, ancien représentant de l'Illinois, et qui, malgré son échec à se faire élire comme sénateur par la législature de son État deux ans auparavant, avait acquis une notoriété nationale à l'occasion de cette campagne. Suivaient aussi le gouverneur de l'Ohio Salmon P. Chase, l'ancien représentant du Missouri Edward Bates et Simon Cameron, sénateur de Pennsylvanie.
Dès le début de la convention, il apparut que ce dernier était très peu soutenu au sein du parti. La compétition se fit donc entre les autres candidats.
Seward, très marqué à « gauche » du Parti républicain, tenta un recentrage qui, au lieu de lui rallier des modérés, lui fit perdre des soutiens chez les républicains radicaux.
Chase souffrit, lui, de son passé de démocrate et des solides inimitiés qu'il s'était créées dans les années 1840 parmi les whigs, dont beaucoup avaient rejoint le Parti républicain. Il s'opposa aussi fortement à la délégation de Pennsylvanie sur la question des droits de douane, et il se révéla que sa propre délégation n'était pas unanimement prête à le soutenir jusqu'au bout.
Quant à Bates, ses liens avec les nativistes « Know Nothing » lui valurent l'hostilité franche des délégués d'origine allemande, assez nombreux à l'époque.
La désignation de Lincoln se fit donc plus sur la base d'un consensus, au troisième tour de scrutin, le 16 mai, que par une adhésion enthousiaste. Il était le seul candidat sérieux à n'avoir aucun ennemi dans le parti. Par ailleurs, ses directeurs de campagne avaient distribué à ses sympathisants des milliers de faux billets pour la convention. Ainsi, la simple mention du nom de Lincoln lors des procédures de vote générait des salves d'applaudissements, influençant les votes en créant une impression que le candidat était unanimement plébiscité par le parti.
Le sénateur du Maine Hannibal Hamlin fut ensuite désigné comme candidat à la vice-présidence.

### Parti constitutionnel de l'Union
La montée de la tension entre Sudistes et Nordistes conduisit un certain nombre de politiciens issus de l'aile conservatrice du Parti whig à s'interroger sur la création d'un nouveau parti. Ils furent rejoints par des anciens du Parti américain, animés par un nationalisme profond qui leur faisait craindre avant tout la remise en cause de l'unité du pays.
La convention du parti se réunit à Baltimore le 9 mai, soit entre la première convention démocrate, qui s'était soldée par un échec, et celle du Parti républicain.
Cette convention adopta un programme très simple, basé sur le maintien du statu quo, la défense inconditionnelle de la Constitution et l'opposition à toute mesure qui pourrait conduire à une division du pays.
Elle désigna John Bell, ancien secrétaire à la Guerre des présidents Harrison et Tyler, et ancien sénateur du Tennessee, comme candidat à la présidence, et Edward Everett, ancien président de l'université Harvard, qui avait aussi derrière lui une longue carrière politique au Massachusetts (dont il avait été gouverneur, puis représentant et sénateur), et au sein de l'administration (secrétaire d'État en 1851-1853).

## Campagne électorale
La campagne électorale fut très éclatée. En effet, Lincoln ne réunit pas les conditions pour pouvoir se présenter dans la quasi-totalité des États du Sud, où la campagne se fit entre Breckinridge et Bell, tandis que dans certains États du Nord, comme New York, les démocrates et les unionistes s'étaient rassemblés sous la même bannière.
De fait, la division des démocrates, et la domination nette des républicains dans le nord, avait de quoi décourager les adversaires de Lincoln. Douglas, cependant, fut le premier candidat de l'histoire américaine à mener une campagne en personne dans tous les États du pays, ne se contentant pas d'essayer d'emporter des États.
Les républicains, de leur côté, ne firent pas une campagne aussi intense et agressive qu'en 1856, peut-être pour éviter de donner des arguments à ceux qui les accusaient de mener le pays vers la guerre civile.

## Résultats
L'élection eut lieu le 6 novembre 1860. Abraham Lincoln arriva en tête, assez largement, mais fut très loin d'obtenir la majorité absolue des voix des citoyens, avec moins de 40 %. Comme il emporta 17 États, tous situés dans le nord, il obtint cependant une majorité absolue au sein du collège électoral, avec 180 mandats, soit 28 de plus que nécessaire.
La division de ses adversaires explique largement cet état de fait, même s'il est difficile de savoir ce qu'aurait donné un vote bipolaire.
Stephen Douglas, le seul candidat à avoir fait une vraie campagne nationale, arriva en deuxième position, mais n'emporta que 2 États, représentants 12 mandats, ce qui le mit en dernière place du vote des électeurs.
Breckinridge, lui, emporta la quasi-totalité des États du Sud, plus le Maryland et le Delaware, qui reconnaissaient l'esclavage, tandis que Bell arrivait en tête dans les États « bordiers » de Virginie, du Tennessee et du Kentucky.
Ces résultats préfigurent la toute prochaine sécession. Ceux qui ont voté Breckinridge formeront les États confédérés d'Amérique, ceux qui ont choisi Bell se diviseront, tandis que les autres resteront dans l'Union.
| Candidats                | Candidats                  | Candidats                        | Grands électeurs | Vote populaire | Vote populaire |
| À la présidence          | À la vice-présidence       | Parti                            | Grands électeurs | Voix           | %              |
| ------------------------ | -------------------------- | -------------------------------- | ---------------- | -------------- | -------------- |
| Abraham Lincoln          | Hannibal Hamlin            | Parti républicain                | 180              | 1 865 908      | 39,8           |
| John Cabell Breckinridge | Joseph Lane                | Parti démocrate sudiste          | 72               | 848 019        | 18,1           |
| John Bell                | Edward Everett             | Parti constitutionnel de l'Union | 39               | 590 901        | 12,6           |
| Stephen A. Douglas       | Herschel Vespasian Johnson | Parti démocrate                  | 12               | 1 380 202      | 29,5           |
| Autres candidats         |                            |                                  |                  | 531            | 0,0            |
| Total                    | Total                      | Total                            | 303              | 4 685 561      | 100,00         |

## Conséquences immédiates
L'élection d'Abraham Lincoln provoqua quasi immédiatement la sécession d'un certain nombre d'États du Sud, avant même que le président élu entre en fonction (le 4 mars 1861) :
- la Caroline du Sud (20 décembre 1860) ;
- le Mississippi (9 janvier 1861) ;
- la Floride (10 janvier 1861) ;
- l'Alabama (11 janvier 1861) ;
- la Géorgie (19 janvier 1861) ;
- la Louisiane (26 janvier 1861) ;
- le Texas (1er février 1861).

Ces sept États formèrent le 4 février 1861 les États confédérés d'Amérique, qui ne reconnaissaient pas Lincoln comme président. Ils élurent Jefferson Davis du Mississippi, l'ancien secrétaire à la Guerre, comme président.
Cette sécession ne fut pas admise, ni par le président encore en fonction James Buchanan, ni, bien sûr, par le président élu Abraham Lincoln. Elle fut à l'origine de la guerre de Sécession, qui opposa pendant un peu plus de quatre années les États du nord à ceux du sud.